# Чемпіонат світу з футболу 1978 (кваліфікаційний раунд, АФК і ОФК)
У рамках відбіркового турніру до чемпіонату світу з футболу 1978 команди з Азії (АФК) і регіону Австралії та Океанії (ОФК) змагалися за одне місце у фінальній частині чемпіонату світу з футболу 1978.
Бажання позмагатися за путівку на світову першість висловила 21 команда регіону, а також збірна Ізраїлю, яка ще 1974 року залишила азійську футбольну конфедерацію. Збірна Південного В'єтнаму не змогла взяти участь у відборі, оскільки припинила існування після об'єднання В'єтнаму. 
- Перший раунд: 21 команду-учасницю Першого відбіркового раунду було розподілено між 5 групами, які відрізнялися форматом змагань:
  - Група 1 мала 6 команд, які проводили між собою по одній грі, які проходили в Сінгапурі. Команди, що посіли два перші місця за результатами групового турніру проводили між собою додаткову гру, переможець якої і ставав учасником Фінального раунду.
  - Групи 2 і 3 мали по 4 команди, які проводили між собою по дві гри, одній удома і одній у гостях. Переможець групового змагання ставав учасником Фінального раунду.
  - Група 4 мала 4 команди, які проводили між собою по дві грі, які проходили в Катарі. Переможець групового змагання ставав учасником Фінального раунду.
  - Група 5 мала 3 команди, які проводили між собою по дві гри, одній удома і одній у гостях. Переможець групового змагання ставав учасником Фінального раунду.
- Фінальний Раунд: 5 команд, що виграли змагання у свої групах у першому раунді, проводили між собою по дві гри, одній удома і одній у гостях. Переможець групового змагання ставав переможцем відбору і учасником фінальної частини чемпіонату світу.

## Перший раунд

### Група 1
| Місце | Команда   | О       | І       | В       | Н       | П       | Г+      | Г-      | РГ      |
| ----- | --------- | ------- | ------- | ------- | ------- | ------- | ------- | ------- | ------- |
| 1     | Гонконг   | 6       | 4       | 2       | 2       | 0       | 9       | 5       | +4      |
| 2     | Сінгапур  | 5       | 4       | 2       | 1       | 1       | 5       | 6       | −1      |
| 3     | Малайзія  | 4       | 4       | 1       | 2       | 1       | 7       | 6       | +1      |
| 4     | Індонезія | 3       | 4       | 1       | 1       | 2       | 7       | 7       | 0       |
| 5     | Таїланд   | 2       | 4       | 1       | 0       | 3       | 8       | 12      | −4      |
| —     | Шрі-Ланка | знялася | знялася | знялася | знялася | знялася | знялася | знялася | знялася |

| 27 лютого 1977 | Сінгапур                       | 2–0 | Таїланд | Сінгапур                    |  |
|                | Ква Кім Сон 48' Раджагопал 70' |     |         | Суддя: Бошкович (Австралія) |  |
|                |                                |     |         |                             |  |

| 28 лютого 1977 | Гонконг                                                                     | 4–1 | Індонезія          | Сінгапур             |  |
|                | Чхун Чхор Вай 61' (pen) Вунь Чхі Кхьон 67' Кхвок Кха Мін 71' Лау Він Їп 83' |     | Васкіто Кайхун 12' | Суддя: Намдар (Іран) |  |
|                |                                                                             |     |                    |                      |  |

| 1 березня 1977 | Малайзія                                          | 6–4 | Таїланд                                        | Сінгапур           |  |
|                | Джеймс Вонг 15', 38', 51', 60' Іса Бакар 17', 19' |     | Напхаталунг 24', 67' Лаохакул 86' Срісават 88' | Суддя: Ваз (Індія) |  |
|                |                                                   |     |                                                |                    |  |

| 2 березня 1977 | Сінгапур                         | 2–2 | Гонконг                 | Сінгапур                      |  |
|                | Ква Кім Сон 37' Долла Кассім 70' |     | Вунь Чхі Кхьон 19', 51' | Суддя: Гарріс (Нова Зеландія) |  |
|                |                                  |     |                         |                               |  |

| 3 березня 1977 | Індонезія | 0–0 | Малайзія | Сінгапур              |  |
|                |           |     |          | Суддя: Асамі (Японія) |  |
|                |           |     |          |                       |  |

| 5 березня 1977 | Гонконг                             | 2–1 | Таїланд      | Сінгапур                            |  |
|                | Кхвок Кха Мін 49' Чхун Чхор Вай 81' |     | Лаохакул 55' | Суддя: Кім Джо Вон (Південна Корея) |  |
|                |                                     |     |              |                                     |  |

| 6 березня 1977 | Сінгапур                      | 1–0 | Малайзія | Сінгапур              |  |
|                | Мухаммад Но Хуссейн 31' (pen) |     |          | Суддя: Асамі (Японія) |  |
|                |                               |     |          |                       |  |

| 7 березня 1977 | Таїланд                                         | 3–2 | Індонезія                          | Сінгапур           |  |
|                | Чайябутр 27' Напхаталунг 30' (pen) Срісават 36' |     | Рісдіанто 44' Джунаеді Абділла 70' | Суддя: Ваз (Індія) |  |
|                |                                                 |     |                                    |                    |  |

| 8 березня 1977 | Малайзія       | 1–1 | Гонконг         | Сінгапур                      |  |
|                | Бакрі Ібні 78' |     | Фун Чхі Мін 15' | Суддя: Гарріс (Нова Зеландія) |  |
|                |                |     |                 |                               |  |

| 9 березня 1977 | Сінгапур | 0–4 | Індонезія                                                               | Сінгапур                            |  |
|                |          |     | Ронні Паттінасарані 4' Анджас Асмара 13' Анді Лала 26' Ісваді Ідріс 48' | Суддя: Кім Джо Вон (Південна Корея) |  |
|                |          |     |                                                                         |                                     |  |

Гонконг і Сінгапур фінішували на перших двох місцях турнірної таблиці і, відповідно до формату турніру, між ними було проведено додаткову гру для визначення учасника Фінального раунду.
| 12 березня 1977 | Сінгапур | 0–1 | Гонконг        | Сінгапур                    |  |
|                 |          |     | Лау Він Їп 33' | Суддя: Бошкович (Австралія) |  |
|                 |          |     |                |                             |  |

Збірна Гонконгу вийшла до Фінального раунду.

### Група 2
| Місце | Команда        | О       | І       | В       | Н       | П       | Г+      | Г-      | РГ      |
| ----- | -------------- | ------- | ------- | ------- | ------- | ------- | ------- | ------- | ------- |
| 1     | Південна Корея | 6       | 4       | 2       | 2       | 0       | 4       | 1       | +3      |
| 2     | Ізраїль        | 5       | 4       | 2       | 1       | 1       | 5       | 3       | +2      |
| 3     | Японія         | 1       | 4       | 0       | 1       | 3       | 0       | 5       | −5      |
| —     | Північна Корея | знялася | знялася | знялася | знялася | знялася | знялася | знялася | знялася |

| 27 лютого 1977 | Ізраїль | 0–0 | Південна Корея | Тель-Авів, Ізраїль          |  |
|                |         |     |                | Суддя: Макгінлі (Шотландія) |  |
|                |         |     |                |                             |  |

| 6 березня 1977 | Ізраїль            | 2–0 | Японія | Тель-Авів, Ізраїль         |  |
|                | Махнес 43' Бар 57' |     |        | Суддя: Кітабджян (Франція) |  |
|                |                    |     |        |                            |  |

| 10 березня 1977 | Японія | 0–2 | Ізраїль              | Тель-Авів, Ізраїль       |  |
|                 |        |     | Махнес 41' Перец 54' | Суддя: Вербеке (Франція) |  |
|                 |        |     |                      |                          |  |

| 20 березня 1977 | Південна Корея                                   | 3–1 | Ізраїль        | Сеул, Південна Корея |  |
|                 | Чха Бом Ґин 23' Пак Сан Ін 86' Чхве Джон Дук 88' |     | Мальміліан 76' |                      |  |
|                 |                                                  |     |                |                      |  |

| 26 березня 1977 | Японія | 0–0 | Південна Корея | Токіо, Японія                |  |
|                 |        |     |                | Суддя: Катіравалк (Малайзія) |  |
|                 |        |     |                |                              |  |

| 3 квітня 1977 | Південна Корея        | 1–0 | Японія | Сеул, Південна Корея            |  |
|               | Чха Бом Ґин 84' (pen) |     |        | Суддя: Зайнал Абідін (Малайзія) |  |
|               |                       |     |        |                                 |  |

Збірна Кореї вийшла до Фінального раунду.

### Група 3
| Місце | Команда           | О       | І       | В       | Н       | П       | Г+      | Г-      | РГ      |
| ----- | ----------------- | ------- | ------- | ------- | ------- | ------- | ------- | ------- | ------- |
| 1     | Іран              | 8       | 4       | 4       | 0       | 0       | 8       | 0       | +8      |
| 2     | Саудівська Аравія | 2       | 4       | 1       | 0       | 3       | 3       | 7       | −4      |
| 3     | Сирія             | 2       | 4       | 1       | 0       | 3       | 2       | 6       | −4      |
| —     | Ірак              | знялася | знялася | знялася | знялася | знялася | знялася | знялася | знялася |

| 12 листопада 1976 | Саудівська Аравія         | 2–0 | Сирія | Джидда, Саудівська Аравія     |  |
|                   | Аль-Фахад 22' Бо Саїд 54' |     |       | Суддя: Дерфлінгер (Швейцарія) |  |
|                   |                           |     |       |                               |  |

| 26 листопада 1976 | Сирія                  | 2–1 | Саудівська Аравія | Дамаск, Сирія               |  |
|                   | Аль-Катбі 36' Хурі 82' |     | Гані 44'          | Суддя: Бабаджан (Туреччина) |  |
|                   |                        |     |                   |                             |  |

| 7 січня 1977 | Саудівська Аравія | 0–3 | Іран                        | Ер-Ріяд, Саудівська Аравія |  |
|              |                   |     | Мазлумі 16', 78' Ровшан 62' | Суддя: Лінемайр (Австрія)  |  |
|              |                   |     |                             |                            |  |

| 28 січня 1977 | Сирія | 0–1      | Іран       | Дамаск, Сирія                                |  |
|               |       | (Report) | Парвін 36' | Глядачі: 22,000 Суддя: Роберт Фрац (Франція) |  |
|               |       |          |            |                                              |  |

| 6 квітня 1977 | Іран | 2 – 0 (т.п.) | Сирія | Шираз, Іран |  |
|               |      |              |       |             |  |
|               |      |              |       |             |  |

| 22 квітня 1977 | Іран                 | 2–0 | Саудівська Аравія | Шираз, Іран                   |  |
|                | Юсіфі 10' Шаріфі 84' |     |                   | Суддя: Дерфлінгер (Швейцарія) |  |
|                |                      |     |                   |                               |  |

Збірна Ірану вийшла до Фінального раунду.

### Група 4
| Місце | Команда | О       | І       | В       | Н       | П       | Г+      | Г-      | РГ      |
| ----- | ------- | ------- | ------- | ------- | ------- | ------- | ------- | ------- | ------- |
| 1     | Кувейт  | 8       | 4       | 4       | 0       | 0       | 10      | 2       | +8      |
| 2     | Бахрейн | 2       | 4       | 1       | 0       | 3       | 4       | 6       | −2      |
| 3     | Катар   | 2       | 4       | 1       | 0       | 3       | 3       | 9       | −6      |
| —     | ОАЕ     | знялася | знялася | знялася | знялася | знялася | знялася | знялася | знялася |

| 11 березня 1977 | Бахрейн | 0–2 | Кувейт             | Доха, Катар              |  |
|                 |         |     | Камель 5' Якуб 21' | Суддя: Партридж (Англія) |  |
|                 |         |     |                    |                          |  |

| 13 березня 1977 | Катар                     | 2–0 | Бахрейн | Доха, Катар                    |  |
|                 | Бехіт 40' Аль-Сувайді 62' |     |         | Суддя: Гунгербюлер (Швейцарія) |  |
|                 |                           |     |         |                                |  |

| 15 березня 1977 | Катар | 0–2 | Кувейт                  | Доха, Катар        |  |
|                 |       |     | Якуб 28' Аль-Анбері 68' | Суддя: Омзен (ФРН) |  |
|                 |       |     |                         |                    |  |

| 17 березня 1977 | Бахрейн  | 1–2 | Кувейт                                | Доха, Катар             |  |
|                 | Шакр 73' |     | Аль-Анбері 33' Аль-Дурайхем 56' (pen) | Суддя: Латтана (Італія) |  |
|                 |          |     |                                       |                         |  |

| 19 березня 1977 | Катар | 0–3 | Бахрейн                                  | Доха, Катар              |  |
|                 |       |     | Шакр 32' Зоваєд 57' Аль-Фархан 73' (pen) | Суддя: Партридж (Англія) |  |
|                 |       |     |                                          |                          |  |

| 21 березня 1977 | Катар             | 1–4 | Кувейт                                        | Доха, Катар              |  |
|                 | Абубакр 82' (pen) |     | Якуб 10' Ма'юф 16' Аль-Салех 24' Бо Хамад 60' | Суддя: Латтанці (Італія) |  |
|                 |                   |     |                                               |                          |  |

Збірна Кувейту вийшла до Фінального раунду.

### Група 5
| Місце | Команда       | О | І | В | Н | П | Г+ | Г- | РГ  |
| ----- | ------------- | - | - | - | - | - | -- | -- | --- |
| 1     | Австралія     | 7 | 4 | 3 | 1 | 0 | 9  | 3  | +6  |
| 2     | Нова Зеландія | 5 | 4 | 2 | 1 | 1 | 14 | 4  | +10 |
| 3     | Тайвань       | 0 | 4 | 0 | 0 | 4 | 1  | 17 | −16 |

| 13 березня 1977 | Австралія               | 3–0 | Тайвань | Сува (Фіджі), Фіджі       |  |
|                 | Руні 8', 46' Абоньї 16' |     |         | Суддя: Промакаш (Таїланд) |  |
|                 |                         |     |         |                           |  |

| 16 березня 1977 | Тайвань         | 1–2 | Австралія              | Сува (Фіджі), Фіджі      |  |
|                 | Чанг Куо Чі 29' |     | Kosmina 35' Abonyi 58' | Суддя: Геткаев (Таїланд) |  |
|                 |                 |     |                        |                          |  |

| 20 березня 1977 | Нова Зеландія                                           | 6–0 | Тайвань | Окленд, Нова Зеландія    |  |
|                 | Нельсон 4', 6', 60' Кемпбелл 16' Тейлор 42' Веймаут 74' |     |         | Суддя: Суппія (Сінгапур) |  |
|                 |                                                         |     |         |                          |  |

| 23 березня 1977 | Тайвань | 0–6 | Нова Зеландія                                              | Окленд, Нова Зеландія    |  |
|                 |         |     | Нельсон 10', 74' Самнер 15', 51', 55' Ло Чіх Цонг 71' (аг) | Суддя: Діллон (Сінгапур) |  |
|                 |         |     |                                                            |                          |  |

| 27 березня 1977 | Австралія                     | 3–1 | Нова Зеландія | Сідней, Австралія           |  |
|                 | Оллертон 60', 80' Косміна 72' |     | Нельсон 4'    | Суддя: Томсон Чан (Гонконг) |  |
|                 |                               |     |               |                             |  |

| 30 березня 1977 | Нова Зеландія | 1–1 | Австралія    | Окленд, Нова Зеландія         |  |
|                 | Нельсон 34'   |     | Оллертон 18' | Суддя: Чон Квок Куй (Гонконг) |  |
|                 |               |     |              |                               |  |

Збірна Австралії вийшла до Фінального раунду.

## Фінальний раунд
| Місце | Команда        | О  | І | В | Н | П | Г+ | Г- | РГ  |
| ----- | -------------- | -- | - | - | - | - | -- | -- | --- |
| 1     | Іран           | 14 | 8 | 6 | 2 | 0 | 12 | 3  | +9  |
| 2     | Південна Корея | 10 | 8 | 3 | 4 | 1 | 12 | 8  | +4  |
| 3     | Кувейт         | 9  | 8 | 4 | 1 | 3 | 13 | 8  | +5  |
| 4     | Австралія      | 7  | 8 | 3 | 1 | 4 | 11 | 8  | +3  |
| 5     | Гонконг        | 0  | 8 | 0 | 0 | 8 | 5  | 26 | −21 |

| 19 червня 1977 | Гонконг | 0–2 | Іран                     | Гонконг                  |  |
|                |         |     | Казерані 22' Джахані 77' | Суддя: Гуссоні, (Італія) |  |
|                |         |     |                          |                          |  |

| 26 червня 1977 | Гонконг | 0–1 | Південна Корея  | Гонконг              |  |
|                |         |     | Чха Бом Ґин 81' | Суддя: Біверзі (ФРН) |  |
|                |         |     |                 |                      |  |

| 3 липня 1977 | Південна Корея | 0–0 | Іран | Пусан, Південна Корея  |  |
|              |                |     |      | Суддя: Фют (Шотландія) |  |
|              |                |     |      |                        |  |

| 10 липня 1977 | Австралія                  | 3–0 | Гонконг | Аделаїда, Австралія            |  |
|               | Косміна 28', 84' Барнс 46' |     |         | Суддя: Гунгербюлер (Швейцарія) |  |
|               |                            |     |         |                                |  |

| 14 серпня 1977 | Австралія | 0–1 | Іран       | Олімпік Парк, Мельбурн, Австралія |  |
|                |           |     | Ровшан 70' | Суддя: Верер (Австрія)            |  |
|                |           |     |            |                                   |  |

| 27 серпня 1977 | Австралія        | 2–1 | Південна Корея  | Сідней, Австралія          |  |
|                | Косміна 63', 75' |     | Чха Бом Ґин 23' | Суддя: Кейзер (Нідерланди) |  |
|                |                  |     |                 |                            |  |

| 2 жовтня 1977 | Гонконг          | 1–3 | Кувейт                               | Гонконг                   |  |
|               | Чхун Чхор Вай 9' |     | Аль-Дахіль 35' Якуб 52' Бо Хамад 72' | Суддя: Мартінес (Іспанія) |  |
|               |                  |     |                                      |                           |  |

| 9 жовтня 1977 | Південна Корея | 1–0 | Кувейт | Сеул, Південна Корея  |  |
|               | Пак Сан Ін 59' |     |        | Суддя: Чяччі (Італія) |  |
|               |                |     |        |                       |  |

| 16 жовтня 1977 | Австралія | 1–2 | Кувейт                    | Сідней, Австралія      |  |
|                | Руні 83'  |     | Камель 42' Аль-Анбері 49' | Суддя: Вотро (Франція) |  |
|                |           |     |                           |                        |  |

| 23 жовтня 1977 | Південна Корея | 0–0 | Австралія | Сеул, Південна Корея     |  |
|                |                |     |           | Суддя: Ерікссон (Швеція) |  |
|                |                |     |           |                          |  |

| 28 жовтня 1977 | Іран        | 1–0 | Кувейт | Тегеран, Іран        |  |
|                | Джахані 48' |     |        | Суддя: Томас (Уельс) |  |
|                |             |     |        |                      |  |

| 30 жовтня 1977 | Гонконг                            | 2–5 | Австралія                                           | Гонконг                 |  |
|                | Тан Хун Чонг 65' Чхун Чхор Вай 80' |     | Оллертон 19', 31', 65' Абоньї 39' (pen) Беннетт 85' | Суддя: Поннет (Бельгія) |  |
|                |                                    |     |                                                     |                         |  |

| 5 листопада 1977 | Кувейт                      | 2–2 | Південна Корея                    | Ель-Кувейт, Кувейт       |  |
|                  | Аль-Дахіль 47' Бо Аббас 76' |     | Чха Бом Ґин 18' Чхве Джон Дук 82' | Суддя: Дубах (Швейцарія) |  |
|                  |                             |     |                                   |                          |  |

| 11 листопада 1977 | Іран            | 2–2 | Південна Корея     | Тегеран, Іран            |  |
|                   | Ровшан 52', 68' |     | Лі Йон Му 28', 88' | Суддя: Партридж (Англія) |  |
|                   |                 |     |                    |                          |  |

| 12 листопада 1977 | Кувейт                                       | 4–0 | Гонконг | Ель-Кувейт, Кувейт         |  |
|                   | Аль-Дахіль 3', 17' Аль-Анбері 45' Камель 80' |     |         | Суддя: Віктор (Люксембург) |  |
|                   |                                              |     |         |                            |  |

| 18 листопада 1977 | Іран                         | 3–0 | Гонконг | Тегеран, Іран      |  |
|                   | Джахані 3', 35' Казерані 19' |     |         | Суддя: Раус (СФРЮ) |  |
|                   |                              |     |         |                    |  |

| 19 листопада 1977 | Кувейт         | 1–0 | Австралія | Ель-Кувейт, Кувейт     |  |
|                   | Аль-Дахіль 52' |     |           | Суддя: Буцек (Австрія) |  |
|                   |                |     |           |                        |  |

| 25 листопада 1977 | Іран        | 1–0 | Австралія | Тегеран, Іран              |  |
|                   | Джахані 44' |     |           | Суддя: Кітабджян (Франція) |  |
|                   |             |     |           |                            |  |

| 3 грудня 1977 | Кувейт         | 1–2 | Іран                  | Ель-Кувейт, Кувейт              |  |
|               | Аль-Дахіль 14' |     | Фаріба 48' Хабірі 59' | Суддя: Райт (Північна Ірландія) |  |
|               |                |     |                       |                                 |  |

| 4 грудня 1977 | Південна Корея                                          | 5–2 | Гонконг                          | Сеул, Південна Корея   |  |
|               | Кім Хо Кон 22' Хо Джон Му 43' Кім Чьо Хан 76', 81', 89' |     | Кхвок Кха Мін 49' Чан Фат Чі 79' | Суддя: Альдінгер (ФРН) |  |
|               |                                                         |     |                                  |                        |  |

Іран кваліфікувався до фінальної частини чемпіонату світу.

## Бомбардири
7 голів
| - Кіт Нельсон |

6 голів
| - Джон Косміна | - Пітер Оллертон | - Файсаль Аль-Дахіль |

5 голів
| - Гафур Джахані - Чха Бом Ґин |

4 голи
| - Чхун Чхор Вай - Хассан Ровшан | - Абдулазіз Аль-Анбері - Джасім Якуб | - Джеймс Вонг |

3 голи
| - Аттіла Абоньї - Джиммі Руні - Кхвок Кха Мін | - Вунь Чхі Кхьон - Фаті Камель - Стів Самнер | - Кім Чьо Хан - Джесдапорн Напхаталунг |

2 голи
| - Фуад Абу Шакр - Лау Він Їп - Хоссейн Казерані - Голам Хоссейн Мазлумі - Одед Махнес | - Хамад Халід Бо Хамад - Іса Бакар - Ква Кім Сон - Чхве Джон Дук - Лі Йон Му | - Пак Сан Ін - Вітхайя Лаохакул - Ніват Срісават |

1 гол
| - Мюррей Барнс - Колін Беннетт - Ібрагім Аль-Фархан - Ебрагім Зоваєд - Чан Фат Чі - Фун Чхі Мін - Тан Хун Чонг - Джунаеді Абділла - Анджас Асмара - Ісваді Ідріс - Васкіто Кайхун - Анді Лала - Ронні Паттінасарані - Рісдіанто - Бехташ Фаріба | - Хабіб Хабірі - Алі Парвін - Хабіб Шаріфі - Мохсін Юсіфі - Хайм Бар - Урі Мальміліан - Іцхак Перец - Ібрагім Мохаммед Аль-Дурайхем - Фарук Ібрагім Аль-Аваді Аль-Салех - Бадр Абдул Хамід Бо Аббас - Абдулла Юсуф Ма'юф - Бакрі Ібні - Клайв Кемпбелл - Дейв Тейлор - Кевін Веймаут | - Анбар Башир Абубакр - Хассан Мютер Саєд Аль-Сувайді - Мансур Муфта Фарадж Бехіт - Самір Султан Аль-Фахад - Сауд Аль-Гассем Мохаммед Бо Саїд - Мохаммед Абдул Гані - Мухаммад Но Хуссейн - Долла Кассім - Сур'ямурті Раджагопал - Хо Джон Му - Кім Хо Кон - Абдул Хамід Аль-Катбі - Марван Халіфа Хурі - Чанг Куо Чі - Чердсак Чайябутр |

1 автогол
| - Ло Чіх Цонг (у грі проти Нової Зеландії) |